# Franziska van Almsick

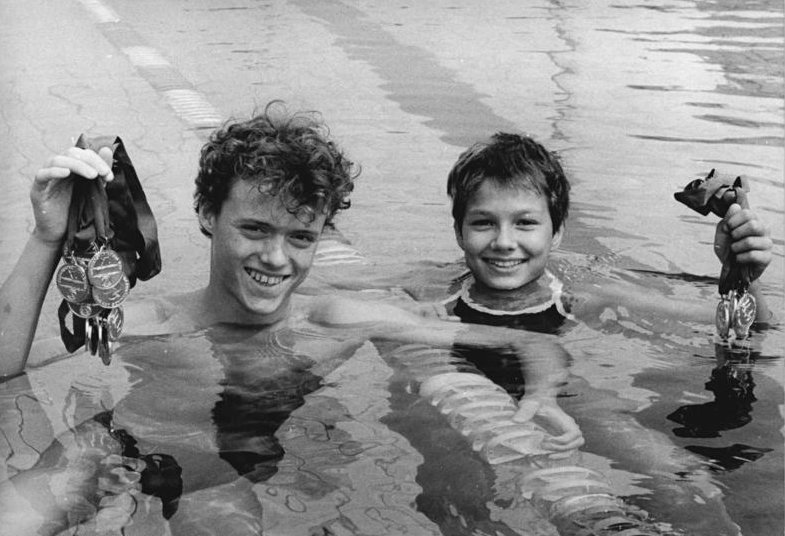
Van Almsick und Jörg Hoffmann (1989)

Franziska „Franzi“ van Almsick (* 5. April 1978 in Ost-Berlin) ist eine ehemalige deutsche Schwimmerin und mehrfache Welt- und Europameisterin. Seit 2010 ist sie stellvertretende Aufsichtsratsvorsitzende der Stiftung Deutsche Sporthilfe.

## Karriere als Sportlerin
Franziska van Almsick – von Fans und Medien auch „Franzi“ genannt – wurde in Ost-Berlin geboren und begann als Fünfjährige mit dem Schwimmen. Mit sieben Jahren wurde sie ins Ost-Berliner Schwimm-Trainingszentrum aufgenommen – das heutige Schul- und Leistungssportzentrum Berlin –, wo sie die Jüngste war. Sie kam bald darauf in eine Kinder- und Jugendsportschule (KJS). Die Einrichtung war damals nach Werner Seelenbinder benannt. Bereits mit elf Jahren gewann sie bei der Kinder- und Jugendspartakiade neun Goldmedaillen. Nach Jugend-Wettkämpfen der DDR gewann sie auch bei Junioren-Europa- und Weltmeisterschaften. Seit 1996 trainierte van Almsick bei der SG Neukölln Berlin mit Cheftrainer Norbert Warnatzsch, davor beim SC Berlin mit Dieter Lindemann.
1992 gelang van Almsick der erste Weltcup-Sieg über 100 m Freistil und sie schwamm einen Kurzbahnweltrekord über 50 m Freistil. Bei den Olympischen Spielen 1992 in Barcelona gewann sie die Silbermedaille über 200 m Freistil, Silber mit der 4 × 100-m-Lagenstaffel und Bronze über 100 m Freistil und mit der 4 × 100-m-Freistilstaffel. Nach Barcelona avancierte sie zum ersten gesamtdeutschen Sportstar nach der deutschen Wiedervereinigung, ihr Bekanntheitsgrad wurde vergleichbar mit dem eines Popstars.
In der Saison 1993 wurde van Almsick Weltcup-Gesamtsiegerin und stellte dabei drei Weltrekorde auf. Bei den Europameisterschaften in Sheffield gewann sie sechs Goldmedaillen. Sie wurde für ihre Leistungen zur Welt-Sportlerin des Jahres gewählt.
Dramatisch war van Almsicks Auftritt bei den Schwimmweltmeisterschaften 1994 in Rom. In ihrer Paradedisziplin 200 m Freistil konnte sie sich zunächst als Neunte im Halbfinale nicht für das Finale qualifizieren. Ihre Mannschaftskollegin Dagmar Hase – die sich qualifiziert hatte – trat daraufhin nicht im Finale an, so dass ihr Platz für van Almsick frei wurde. Das Finale erwies sich als Triumph für die Berlinerin: Sie wurde Weltmeisterin, wobei sie gleichzeitig einen neuen Weltrekord aufstellte.
Bei den Olympischen Spielen 1996 in Atlanta ging van Almsick über 200 m Freistil als große Favoritin an den Start, gewann dann aber „nur“ die Silbermedaille. Dieses war der Beginn einer Jagd nach einem Olympiasieg, der ihr bis zum Karriereende 2004 nicht gelingen sollte. Zur sportlichen Enttäuschung wurden für sie die Olympischen Spiele 2000 in Sydney, von denen sie nach Deutschland zurückkehrte, ohne an einem Einzelfinale teilgenommen zu haben; mit der Staffel gewann sie eine Bronzemedaille. Wurde sie in den früheren Jahren von den deutschen Massenmedien noch in den Himmel gelobt, so fielen diese jetzt über sie her. Die Berliner Boulevardzeitung B.Z. schrieb auf der Titelseite „Franzi van Speck – als Molch holt man kein Gold“. Nach zahlreichen Beschwerden verlor Chefredakteur Franz-Josef Wagner seinen Posten. Das Karriereende schien für sie nah.
Bei den Schwimmeuropameisterschaften 2002 in van Almsicks Heimatstadt Berlin gewann sie fünf Goldmedaillen, unter anderem den Titel über 200 m Freistil, wobei sie ihren eigenen Weltrekord von 1994 nochmals verbesserte und zur Favoritin für die Olympischen Spiele 2004 avancierte. Für dieses Comeback wurde sie 2002 erneut zur Sportlerin des Jahres gewählt, mit mehreren Auszeichnungen für das Comeback des Jahres geehrt und auch wieder von der Presse gefeiert. Ihr damaliger Weltrekord hielt bis zu den Schwimmweltmeisterschaften 2007, bei denen die Italienerin Federica Pellegrini diesen um 17 Hundertstelsekunden unterbot.
Bei den Olympischen Spielen 2004 in Athen gewann van Almsick zwei Bronzemedaillen mit der 4-mal-200-Meter-Freistilstaffel (mit neuem Europarekord) und der 4-mal-100-Meter-Lagenstaffel, außerdem erreichte sie Rang 5 über 200 m Freistil. Danach beendete sie ihre Karriere als aktive Sportlerin. Sie ist neben Heikki Savolainen, Alexei Nemov, Harri Kirvesniemi und Merlene Ottey eine von nur fünf Sportlern, die sechs olympische Bronzemedaillen gewinnen konnten (Stand: 2021).
Van Almsick erschwamm auf europäischer Ebene 18 Goldmedaillen und zwei Titel bei Weltmeisterschaften.

## Nach der Sportkarriere
Bei den Schwimmweltmeisterschaften 2005 in Montreal, bei den Schwimmeuropameisterschaften 2006 in Budapest, bei den Schwimmweltmeisterschaften 2007 in Melbourne, den Olympischen Spielen 2008 in Peking und den Olympischen Spielen 2012 in London arbeitete van Almsick als Co-Kommentatorin für die ARD. Bei den Olympischen Spielen 2016 in Rio de Janeiro war sie als „Expertin von Schwimm- und Sportereignissen“ zu sehen. 2006 kommentierte sie für kurze Zeit auf RTL die Formel 1.
Ab 1. Dezember 2008 war van Almsick als Stellvertreterin des ebenfalls neu bestellten Vorstandsvorsitzenden der Deutschen Sporthilfe, Werner E. Klatten, für den Bereich Sport zuständig. Mit der Installierung eines nunmehr hauptamtlichen Sporthilfe-Vorstands wechselte sie zum 1. April 2010 in den Aufsichtsrat. Zudem engagiert sie sich seit einigen Jahren als Botschafterin für die Sky Stiftung.
Van Almsick wirkte in mehreren Filmen als Synchronsprecherin mit; so beispielsweise in Cars (2006) und Findet Dorie (2016). Zwischen 2015 und 2024 war sie insgesamt sieben Mal in der Quizsendung Wer weiß denn sowas? zu Gast.
Van Almsick belegte 2021 in der vierten Staffel der ProSieben-Show The Masked Singer als Einhorn den neunten von zehn Plätzen.

## Privates
Während ihrer Sportkarriere nahm van Almsick mehrfach an Fotoshootings teil. Unter anderem posierte sie zweimal für das Männermagazin Maxim in Badebekleidung und Unterwäsche. Van Almsick wurde bis 2001 von Werner Köster vermarktet, der ihr lukrative Werbeverträge verschaffte und sie als Berliner Göre inszenierte. Laut Sport-Bild im September 1994 hatte van Almsick bereits mit 16 Jahren finanziell ausgesorgt, acht bis zu diesem Zeitpunkt abgeschlossene Werbeverträge brachten ihr eine Gesamtsumme von rund zehn Millionen D-Mark ein.
Von Mitte der 1990er Jahre bis März 2000 war van Almsick mit dem Schwimmkollegen Steffen Zesner liiert. Als die Zeitschrift das neue schnell und aktuell 1996 über eine bevorstehende „Traumhochzeit“ berichtet hatte, wurde vor dem Bundesverfassungsgericht eine angemessen deutlich platzierte Gegendarstellung erstritten.
Von 2000 bis 2004 war van Almsick mit dem Handballspieler Stefan Kretzschmar liiert. Ihren jetzigen Lebenspartner, den Unternehmer Jürgen B. Harder, lernte sie 2005 kennen. Das Paar lebt in Heidelberg und hat zwei Söhne (* 2007 und * 2013).
Unter dem Titel Aufgetaucht veröffentlichte van Almsick 2004 ihre Autobiografie. Als Kinderbuchautorin trat sie 2009 mit Paul Plantschnase am Meer, 2010 mit Paul Plantschnase im Schwimmkurs und 2017 mit Paul Plantschnase lernt schwimmen in Erscheinung.

## Auszeichnungen

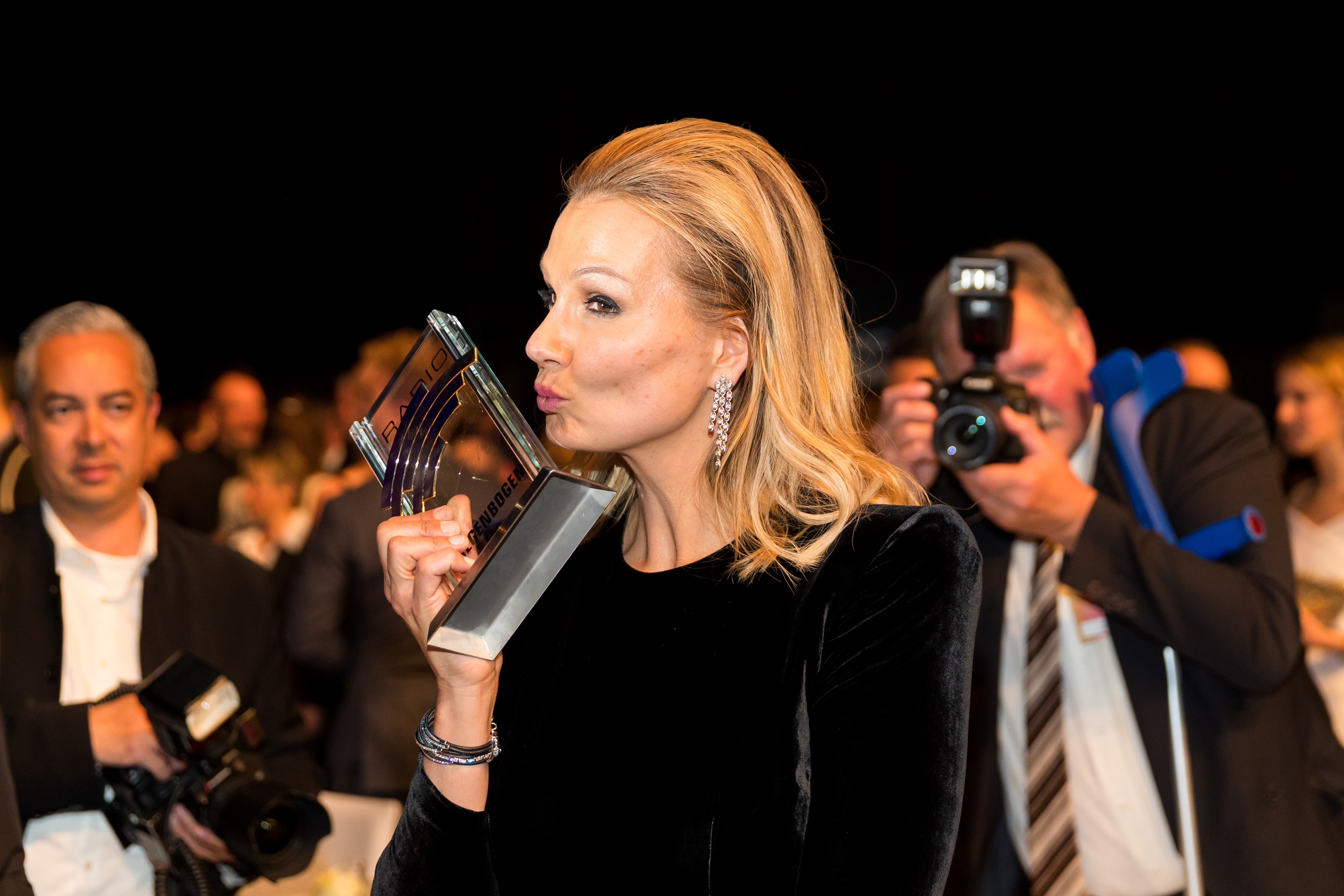
Van Almsick als Preisträgerin beim Radio Regenbogen Award 2019

- (DSV) Deutsche Schwimmerin des Jahres: 1992, 1993, 1994, 1995[26]
- (DSH) Deutsche Juniorsportlerin des Jahres: 1992[27]
- (Hubert Burda Media) Bambi: 1992 (Sport),[28] 2002 (Comeback)[6]
- (Bundespräsident) Silbernes Lorbeerblatt: 1992[29], 2005[30]
- (AIPS) Weltsportlerin des Jahres: 1993
- (AIPS Europe/UEPS) Europas Sportlerin des Jahres „Evgen Bergant Trophy“: 1993[31]
- (SwimmingWorld) Weltschwimmerin des Jahres: 1993[32]
- (LEN) Europäische Schwimmerin des Jahres: 1993, 1994, 2002
- (ISK) Sportlerin des Jahres in Deutschland: 1993, 1995, 2002
- (Maxim) Woman of the year (Sport): 2002[33]
- (Superillu/MDR) Goldene Henne (Comeback des Jahres): 2002[7]
- (Land Berlin) Trägerin des Verdienstordens des Landes Berlin: 2003[34]
- (FINA) Aufnahme in die Ruhmeshalle des internationalen Schwimmsports: 2010[35]
- (Handelskammer Hamburg) Ehrenpreis der Sportgala: 2011[36]
- (Radio Regenbogen Award) in der Kategorie Charity 2018: 2019[37]
- Bundesverdienstkreuz am Bande: 2024[38]

## Rekorde
In ihrer aktiven Laufbahn stellte van Almsick u. a. die Kurzbahnweltrekorde über 50, 100 und 200 Meter Freistil sowie über 200 Meter Freistil auf der Langbahn auf. Darüber hinaus war sie Schwimmerin deutscher Weltrekordstaffeln über 4 × 50 und 4 × 100 Meter Freistil.